# Dicranosepsis emiliae
Dicranosepsis emiliae är en tvåvingeart som beskrevs av Ozerov 1992. Dicranosepsis emiliae ingår i släktet Dicranosepsis och familjen svängflugor.
Artens utbredningsområde är Vietnam. Inga underarter finns listade i Catalogue of Life.